# Huananpotamon tangi
Huananpotamon tangi is een krabbensoort uit de familie van de Potamidae. De wetenschappelijke naam van de soort is voor het eerst geldig gepubliceerd in 2008 door Li, Chen, Lin, Zhang, Zhou & Jiang.